# Always There for You
Always There For You è un EP degli Stryper, uscito nel 1988 per la Enigma Records.

## Tracce
1. Always There For You (M. Sweet)
2. The Reign (Stryper)
3. Soldiers Under Command (M. Sweet, R. Sweet) [Live]
4. Robert Sweet Interview (pt.1)

## Formazione
- Michael Sweet - voce, chitarra
- Robert Sweet - batteria
- Brad Cobb - basso
- Oz Fox - chitarra, voce